# Hòa Thắng, Khánh Hòa
Hòa Thắng là một phường thuộc tỉnh Khánh Hòa, Việt Nam.

## Lịch sử
Ngày 16 tháng 6 năm 2025, Ủy ban Thường vụ Quốc hội ban hành Nghị quyết số 1667/NQ-UBTVQH15 về việc sắp xếp các đơn vị hành chính cấp xã của tỉnh Khánh Hòa năm 2025 (có hiệu lực từ ngày 16 tháng 6 năm 2025). Trong đó, hợp nhất các phường Ninh Giang, phường Ninh Hà và xã Ninh Phú thành phường Hòa Thắng.

## Địa lý
Phường Hòa Thắng có ranh giới với các xã, phường:
- Phía Đông, phía Bắc giáp với phường Đông Ninh Hòa và Ninh Hòa.
- Phía Tây giáp với xã Tân Định.
- Phía Nam giáp với xã Nam Ninh Hòa.

Phường có diện tích là 78,59 km², dân số năm 2025 là 26.822 người, mật độ dân số đạt 341 người/km².